# Mandana Mauss
Mandana Mauss (* 8. Februar 1971 in Fareham, England) ist eine deutsche Rechtsanwältin und Schauspielerin.
Mauss studierte von 1990 bis 1995 Jura an der Ruhr-Universität Bochum. Nach dem ersten Staatsexamen war sie von 1995 bis 1997 Referendarin in Wuppertal. Am 2. Dezember 1997 bestand sie das zweite Staatsexamen und bekam im April 1999 die Zulassung als Rechtsanwältin.
Mandana Mauss spielte von 2002 bis 2006 in der pseudo-dokumentarischen Sat.1-Gerichtsshow Richter Alexander Hold mit, in der sie eine Rechtsanwältin verkörpert.